# Звоници Белгије и Француске
Звоници Белгије и Француске (фр. Beffrois de Belgique et de France) група је 56 историјских грађевина које је УНЕСКО означио као свјетску баштину, као признање архитектонској манифестацији настајања грађанске независности од феудалног и вјерског утицаја у Грофовији Фландрији и сусједном Бургундском војводству.
УНЕСКО је уписао 32 куле на списак Звоника Фландрије и Валоније 1999. године. Звоник Жамблу у Валонији и 23 звоника из региона Нор Па де Кале и Пикардија на сјеверу Француске су приложени 2005. године на преименовани списак. Један од значајнијих пропуста је звоник Бриселске градске вијећнице, који је већ означен као дио свјетске баште Великог трга у Бриселу.
Међутим, упркос овом списку који се бави грађанским кулама, додато је још шест црквених кула који су такође дио под изговором да су служиле као осматрачнице или звоници за упозорење. То су Катедрала Богодице у Антверпену, Катедрала Светог Рамболда у Мехелену, Црква Светог Петра у Левену, Црква Светог Германа у Тинену, Базилика Богородице у Тонгерену и Црква Светог Леонадра у Заутлеу.
Већина објеката у овом списку су куле пројектоване за веће зграде. Међутим, неке су самосталне, од којих су неколицина обновљене куле раније повезане са сусједним зградама.

## Белгија
ИД бројеви оговарају редослиједу комплетног Унесковог списка ID 943/943bis, види спољашње везе.

### Фландрија

#### Западна Фландрија
| ID 943-004 | Бриж       | Бришки звоник                                     |
| ID 943-006 | Диксмујде  | Градска вијећница и звоник                        |
| ID 943-011 | Кортрајк   | Кортрајшки звоник                                 |
| ID 943-014 | Ло-Ренинге | Градска вијећница са звоником (у садашњем хотелу) |
| ID 943-017 | Менен      | Градска вијећница и сусједни звоник               |
| ID 943-018 | Њиупорт    | Пијаца са звоником                                |
| ID 943-020 | Руселаре   | Градска вијећница, пијаца и звоник                |
| ID 943-022 | Тилт       | Звоник, пијаца и вијећничка комора                |
| ID 943-025 | Верне      | Племићка кућа и звоник                            |
| ID 943-010 | Ипр        | Пијаца са звоником                                |

#### Источна Фландрија
| ID 943-001 | Алст        | Зграда градског вијећа са звоником |
| ID 943-005 | Дендермонде | Градска вијећница са звоником      |
| ID 943-007 | Екло        | Градска вијећница са звоником      |
| ID 943-008 | Гент        | Гентски звоник                     |
| ID 943-019 | Ауденарде   | Градска вијећница са звоником      |

#### Антверпен
| ID 943-002 | Антверпен | Катедрала Богомајке                                   |
| ID 943-003 | Антверпен | Градска вијећница                                     |
| ID 943-009 | Херенталс | Бивша градска вијећница и пијаца                      |
| ID 943-013 | Лир       | Градска вијећница и звоник                            |
| ID 943-016 | Мехелен   | Катедрала Светог Румболда                             |
| ID 943-015 | Мехелен   | Стара пијаца за звоником (сада дио Градске вијећнице) |

#### Фламански Брабант
| ID 943-012 | Левен   | Црква Светог Петра и звоник            |
| ID 943-023 | Тинен   | Црква Светог Германа са градском кулом |
| ID 943-026 | Заутлеу | Црква Светог Леонарда                  |

#### Лимбург
| ID 943-021 | Синт Тројден | Градска вијећница са звоником        |
| ID 943-024 | Тонере       | Базилика Богомајке са градском кулом |

### Валонија

#### Ено
| ID 943-027 | Бенш    | Звоник градске вијећнице |
| ID 943-028 | Шарлроа | Звоник градске вијећнице |
| ID 943-029 | Монс    | Звоник                   |
| ID 943-031 | Тиен    | Звоник                   |
| ID 943-032 | Турне   | Звоник                   |

#### Намир
| ID 943-056 | Жамблукс | Звоник |
| ID 943-030 | Намир    | Звоник |

### Француска

#### Нор Па де Кале

##### Нор
| ID 943-033 | Армантјер | Звоник Градске вијећнице    | 50° 41′ 11″ С; 2° 52′ 57″ И / 50.68645° С; 2.8824° И  |
| ID 943-034 | Бајел     | Звоник Градске вијећнице    | 50° 44′ 23″ С; 2° 44′ 04″ И / 50.7397° С; 2.7344° И   |
| ID 943-035 | Берж      | Звоник                      | 50° 58′ 05″ С; 2° 25′ 58″ И / 50.9680° С; 2.4327° И   |
| ID 943-036 | Камбре    | Звоник Цркве Светог Мартина | 50° 10′ 27″ С; 3° 13′ 56″ И / 50.1742° С; 3.232127° И |
| ID 943-037 | Комен     | Звоник Градске вијећнице    | 50° 45′ 55″ С; 3° 00′ 26″ И / 50.7653° С; 3.0072° И   |
| ID 943-038 | Дуе       | Звоник Градске вијећнице    | 50° 22′ 04″ С; 3° 04′ 50″ И / 50.3679° С; 3.0805° И   |
| ID 943-040 | Денкерк   | Звоник Градске вијећнице    | 51° 02′ 15″ С; 2° 22′ 36″ И / 51.0376° С; 2.3768° И   |
| ID 943-039 | Денкерк   | Денкершки звоник            | 51° 02′ 08″ С; 2° 22′ 35″ И / 51.0356° С; 2.3763° И   |
| ID 943-041 | Гравлин   | Звоник                      | 50° 59′ 12″ С; 2° 07′ 34″ И / 50.9868° С; 2.1261° И   |
| ID 943-042 | Лил       | Звоник Градске вијећнице    | 50° 37′ 50″ С; 3° 04′ 11″ И / 50.6306° С; 3.0698° И   |
| ID 943-043 | Лос       | Звоник Градске вијећнице    | 50° 36′ 54″ С; 3° 00′ 53″ И / 50.61507° С; 3.01477° И |

#### Па де Кале
| ID 943-044 | Ер сир ла Лис | Звоник Градске вијећнице | 50° 38′ 19″ С; 2° 23′ 47″ И / 50.6385° С; 2.3963° И |
| ID 943-045 | Арас          | Звоник Градске вијећнице | 50° 17′ 28″ С; 2° 46′ 37″ И / 50.2911° С; 2.7770° И |
| ID 943-046 | Бетин         | Звоник                   | 50° 31′ 52″ С; 2° 38′ 21″ И / 50.5310° С; 2.6392° И |
| ID 943-047 | Булоњ на Мору | Звоник Градске вијећнице | 50° 43′ 30″ С; 1° 36′ 48″ И / 50.7250° С; 1.6132° И |
| ID 943-048 | Кале          | Звоник Градске вијећнице | 50° 57′ 10″ С; 1° 51′ 15″ И / 50.9529° С; 1.8542° И |
| ID 943-049 | Еден          | Звоник Градске вијећнице | 50° 22′ 23″ С; 2° 02′ 11″ И / 50.3730° С; 2.0363° И |

### Пикардија

#### Сома
| ID 943-050 | Абевил   | Звоник                                                                   | 50° 06′ 26″ С; 1° 49′ 58″ И / 50.1073° С; 1.8329° И |
| ID 943-051 | Амјен    | Звоник                                                                   | 49° 53′ 44″ С; 2° 17′ 46″ И / 49.8955° С; 2.2960° И |
| ID 943-052 | Дулан    | Звоник бивше Општинске вијећнице, данашњи туристички информациони центар | 50° 09′ 19″ С; 2° 20′ 28″ И / 50.1554° С; 2.3410° И |
| ID 943-053 | Луш      | Звоник на преосталој Градској капији                                     | 50° 11′ 50″ С; 2° 24′ 40″ И / 50.1971° С; 2.4112° И |
| ID 943-054 | Ру       | Звоник                                                                   | 50° 16′ 21″ С; 1° 40′ 07″ И / 50.2725° С; 1.6687° И |
| ID 943-055 | Сен Рике | Звоник                                                                   | 50° 08′ 03″ С; 1° 56′ 47″ И / 50.1342° С; 1.9464° И |

## Галерија
- Звоник Армантјеру
- Звоник у Бержу
- Градска вијећница и звоник у Калеу
- Звоник у Шарлроау
- Звоник у Дуеу
- Звоник у Генту
- Звоник старе градске вијећнице у Херенталсу
- Звоник у Намуру
- Звоник у Њиупорту
- Звоник у Тилту